# Macrocoma splendens
Macrocoma splendens là một loài bọ cánh cứng trong họ Chrysomelidae. Loài này được Lindberg miêu tả khoa học năm 1950.